# Austrophilus helophiloides
Austrophilus helophiloides är en tvåvingeart som först beskrevs av Walker 1861.  Austrophilus helophiloides ingår i släktet Austrophilus och familjen blomflugor. Inga underarter finns listade i Catalogue of Life.